# I Need You
Az I Need You a The Beatles együttes 1965-ös dala a Help! albumról. A dal szerzője George Harrison, akinek az együttes történetében ez a második általa írt dala.
A dalt Harrison feleségéhez, Pattie Boyd-hoz írta. Egyes vélekedések szerint akkor született a mű, mikor az együttessel a Bahamákon forgott a Help! című filmjük. (a valóságban a dal már egy hete rögzítve lett). 
A dalt 1965. február 15-én, Paul McCartney Another Girl című szerzeménye mellett kezdték el rögzíteni. Ez volt az első olyan felvételi munka, ahol a gitárhoz hangerőszabályozó pedált alkalmaztak.
A dal elhangzik a Help! című filmben is.

## Közreműködött
Ian MacDonald szerint:
- George Harrison – duplázott ének, szólógitár
- John Lennon – vokál, akusztikus ritmusgitár
- Paul McCartney – vokál, basszusgitár
- Ringo Starr – dob, kolomp